# Fiction
La fiction (pron. /ˈfikʃən/, italianizzata in /ˈfikʃɔn/, termine inglese, letteralmente in italiano "finzione") è la narrazione letteraria, cinematografica o televisiva di eventi di fantasia, in contrapposizione alla narrazione documentaristica.

## Il termine
Una larga parte dell'attrattiva della fiction è l'abilità di evocare l'intero spettro delle emozioni umane: per distrarre la mente, dare la speranza in momenti di sconforto, far ridere, o lasciare esperienze empatiche senza attaccamento. Le fiction – nelle forme narrative di romanzi, racconti, novelle, favole, fiabe, film, fiction televisive o sceneggiati, fumetti, cartoni animati, videogiochi – possono essere in parte basate su fatti reali, ma contengono sempre elementi immaginari.
Il termine fiction è spesso utilizzato come sinonimo di narrativa e più specificamente di prosa narrativa. In questo senso, fiction si riferisce solo a romanzi o racconti ed è spesso divisa in due categorie: narrativa di genere (ad esempio, fantascienza o noir) e narrativa letteraria (ad esempio Marcel Proust o Luigi Pirandello).

## Visione d'insieme
La fiction è largamente percepita come una forma d'arte e/o di intrattenimento, anche se non tutte le fiction sono necessariamente artistiche. Le fiction possono essere create a scopo educativo, come gli esempi utilizzati nei testi scolastici.
Le fiction sono anche frequentemente strumentalizzate dalla propaganda e dalla pubblicità; possono essere propagandate dai genitori ai propri figli per seguire le tradizioni (ad esempio, Babbo Natale) o per insegnare certe credenze o valori.
Comunque, le favole con un'esplicita morale non sono necessariamente indirizzate ai bambini. La fiction mescola nel tempo fatti reali e si sviluppa nella mitologia. Molti atei percepiscono la religione come una fiction che non ha nessuna differenza con un'opera di immaginazione, mentre i membri di gruppi religiosi spiegano le loro credenze tipicamente con la fede e/o con figure o eventi storici; e pretendono di essere fondamentalmente diversi dalle fiction (anche se potrebbero vedere altre religioni come fiction).
Le fiction sono state il bersaglio di censori o boicottatori, con una escalation che ha portato a roghi di libri e bando di opere. I regimi estremisti come quello dei Talebani sono stati ancor più proibitivi, restringendo tutte le letture consentite a testi sacri. C'è un costante dibattito che riguarda il contenuto sessuale delle fiction e se possano o meno esserne esposti i giovani; i detrattori delle fiction con contenuto sessuale lo etichettano tipicamente come pornografia. In altre parole, la fiction è usata per esprimere la religione.
Internet ha avuto un massiccio impatto sulla distribuzione delle fiction, chiamando in questione la fattibilità del diritto d'autore e la necessità di garantire il pagamento di royalty ai detentori dei diritti. Anche le biblioteche digitali come quella del Progetto Gutenberg hanno contribuito al rilascio nel pubblico dominio di un maggior numero di testi.
La combinazione di computer più economici, Internet e creatività dei suoi utenti ha portato anche a nuove forme di fiction, come i videogiochi interattivi o i fumetti generati al computer. Numerosi forum di fanfiction possono essere trovati online, dove gli assidui appassionati di universi immaginari creano e distribuiscono storie derivate. Attraverso sistemi di scrittura aperti come wiki, è diventato anche possibile collaborare alla scrittura di fiction (vedi l'iniziativa.
La finzione è parte fondamentale della cultura umana, e l'abilità di creare opere di immaginazione e altri lavori artistici è frequentemente citata come una delle caratteristiche che definiscono l'umanità.